# 外显子捕获法
外显子捕获法是指识别基因外显子并进行复制，从而研究基因与相关性状之间关系的技术。
人类大部分的遗传病都是由基因的编码序列决定的，全基因组关联分析技术提供的人体疾病研究虽然准确性很高，但是由于要测序的量很大，就造成了高成本、低收效的弊端。利用外显子捕获技术直接进行外显子的序列，不仅效果显著，而且还能够节约成本。